# Kristall (cantora)
Anastasia Igorevna Petryk (em ucraniano: Кристина Кочегарова, Kiev, Ucrânia, 19 de Abril de 2000) é uma jovem cantora ucraniana que representou a Ucrânia no Festival Eurovisão da Canção Júnior 2011 com a canção "Evropa", terminando a competição em 11º lugar com 42 pontos.